# Something Corporate
Something Corporate je ameriška pop punk glasbena skupina. Njihova znana pesem je »Punk Rock Princess«.